# Marmorwerke Karibib

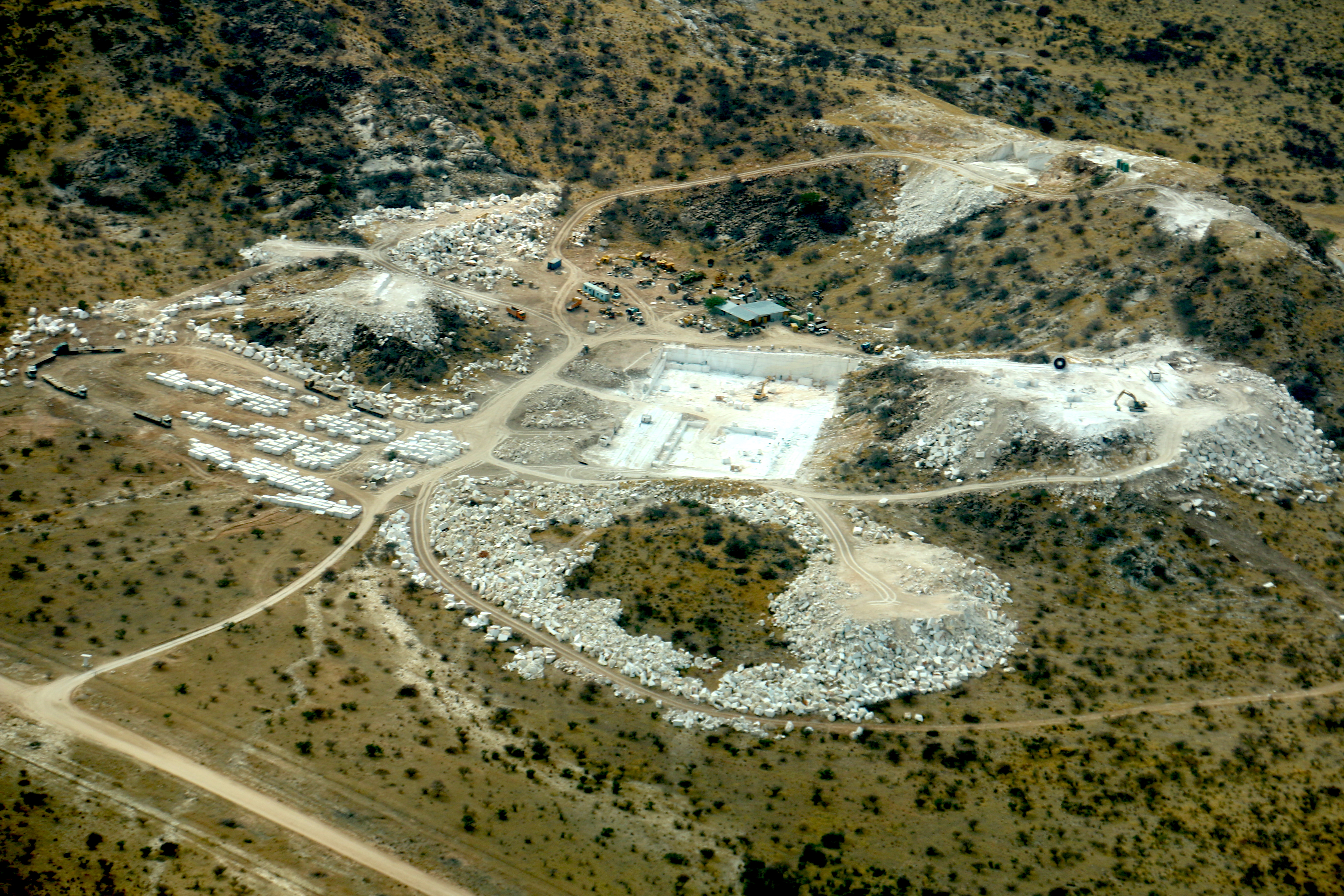
Marmorabbau in Karibib (Vogelperspektive 2017)

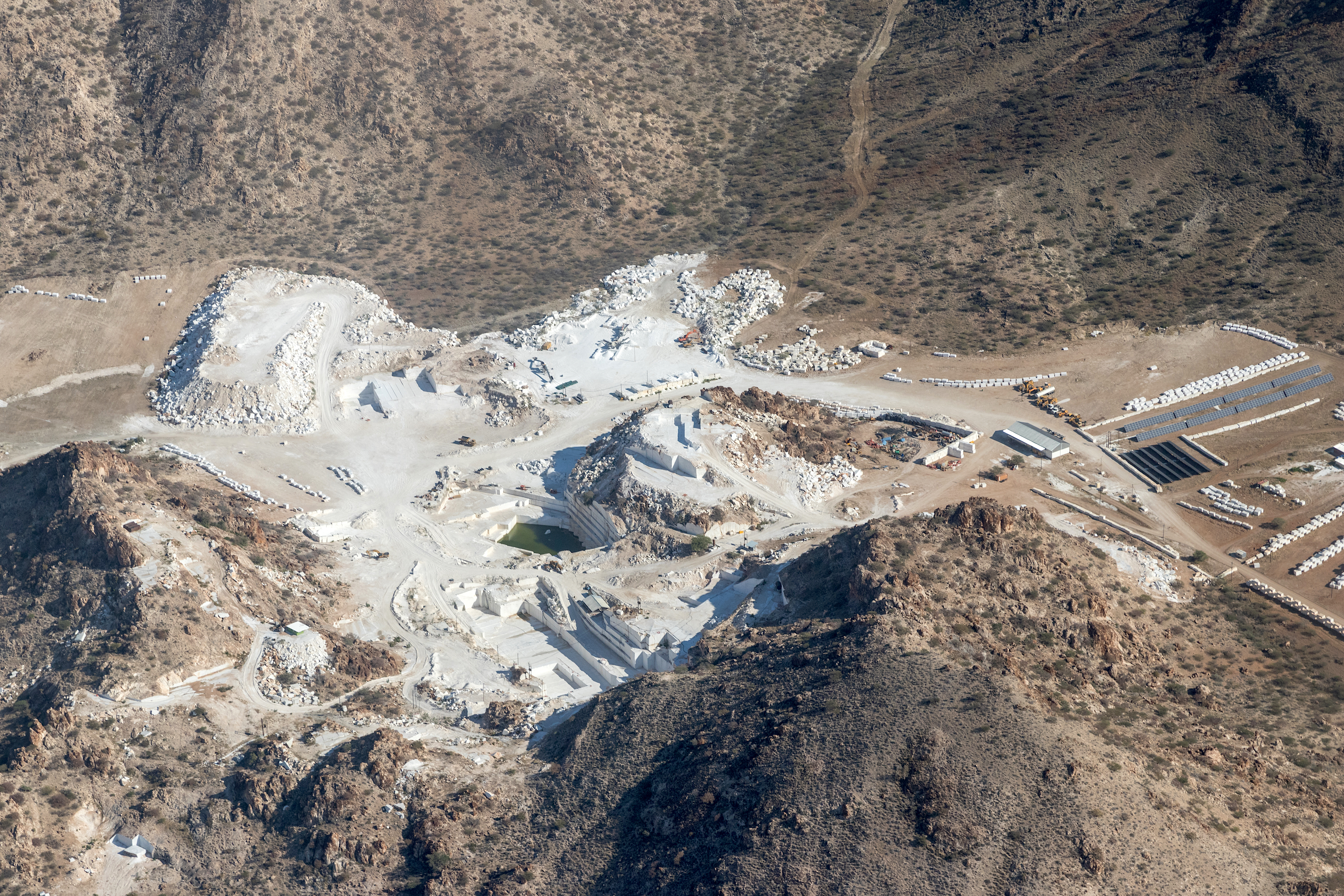
Karibib-Marmor (2018)

Die Marmorwerke Karibib war ein namibisches Bergbauunternehmen mit Sitz in der Kleinstadt Karibib in Namibia. Es bestand von 1903 bis 2013. Das Unternehmen wurde von der chinesischen Mingjie Group übernommen.
Sie waren führender Produzent von Karibib-Marmor in mehreren Sorten, eines bunten, weißen bis zu rein-tiefschwarzen, teils gebänderten und lebhaft texturierten Marmors. Daneben werden durch das Unternehmen auch Granite abgebaut.
Der Marmor ist international bekannt und wurde weltweit geliefert. Hauptabnehmer waren Argentinien, China, Deutschland, Italien, Japan, Spanien und Südafrika. Es werden Marmor- und Granitblöcke bis etwa 30 Tonnen Gewicht exportiert. Der Granit wird in den Steinbrüchen Namib Pearl Mine und Tropical Sun Mine gewonnen, welche 60 km nordwestlich von Usakos liegen. Marmor kommt aus verschiedenen Steinbrüchen, der weiße aus der White Rhino Mine nahe Karibib. Die Firma ist heute der größte Hersteller und Exporteur von Marmoren und Graniten in Namibia.

## Unternehmensgeschichte
Die Marmorwerke wurden 1903 als Deutsch Afrikanische Marmorgesellschaft gegründet. Der Marmor wurde in zwei Steinbrüchen abgebaut, die eine Anbindung an die 1900 erbaute Eisenbahnlinie in Karibib hatten. Die Marmorvorkommen, die seinerzeit als eine der größten der Welt erachtet wurden, galten als wirtschaftliches Hoffnungsgebiet der deutschen Kolonien. Kurz vor dem Ersten Weltkrieg wurden schon 120 Tonnen für die Verschiffung nach Hamburg vorbereitet.
Nach dem Ersten Weltkrieg wurden die Steinbrüche bis zur Insolvenz während der Weltwirtschaftskrise Ende der 1920er Jahre von der britischen South African Company übernommen. Der Wirtschaftsbetrieb zum Verkauf von Denkmälern und Grabsteinen wurde durch einen deutschen Steinmetz zunächst in kleinem Umfang fortgeführt.
Nach mehreren Besitzerwechseln wurde 1950 der Betrieb durch einen deutschstämmigen Steinmetz übernommen, der zur Effizienzsteigerung mehrere technischen Neuerungen, wie die Errichtung einer Bandsäge und dem Bau eines Kraftwerkes vorgenommen hat. Der Abbau war in den 1970ern weitgehend zum Erliegen gekommen, es wurde nur noch Dolomitbruch produziert. Nach der Übernahme der Firma durch die Familie Wittreich 1982 wurde der Abbau und die Verarbeitung von Natursteinblöcken wieder aufgenommen. Die Familie gründete 1987 mit Namagra ein weiteres Unternehmen zum Abbau von Marmor.
Seit den 1930er Jahren residiert die Firma in dem unter Denkmalschutz, 1911 erbauten, ehemaligen Proviantamt Karibib.
Nach dem Verkauf der Marmorwerke an chinesische Investoren arbeitet die Gründerfamilie Wittreich mit ihrem Unternehmen Namagra weiterhin im Marmorabbau.

## Lagerstätten und Natursteinsorten
Der Karibib-Marmor ist ein dolomitischer Marmor aus dem Neoproterozoikum (665 ± 34 Mio. Jahre) und gehört zur Swakop-Gruppe (Damara-Sequenz), Ablagerungen der Damara-Geosynklinale am Südrand des Kongo-Kratons. Durch Subduktionsabläufe kam es zum Aufstieg von Magmen und zur Auffaltung, in deren Folge zur Entstehung des Damara-Faltengebirges. Dabei bildeten sich neue magmatische Gesteine (u. a. Granit) und metamorphe Gesteine (u. a. Marmore).
In Abhängigkeit von ihrer mineralischen Zusammensetzung und Textur wurden von den Karibib-Marmorwerken folgende Natursteinsorten vertrieben und exportiert, die größtenteils aus eigenen Steinbrüchen stammen:
- Marmorsorten: Okatij Rose Marble, Namibian Rose Marble, Namib Jade Marble, Namibian Harlequin Marble, Desert Green Marble, Namibian Green Marble, Esserando, Copra Black Marble, White Rhino Marble, Karibib White Marble
- Aragonit: Namib Aragonit
- Granitsorten: Ubib Granite, Güldenrot Granite, Namibian Pearl Granite, Tropical Sun Granite, Kalahari Sand Granite
- Granodiorit: Goas White
- Dolerit: Omenje Black

Nach dem Verkauf an Best Cheer Stone wird lediglich noch Namib Fantasy als Marmor, African Persa als Granit und „Blue Sodalite“ als Soldalit abgebaut und vertrieben.

## Steinbrüche
Granit
Ein Großteil der mittel- bis grobkörnigen Granite des Unternehmens wird in der Nähe der Spitzkoppe 60 km nordwestlich von Usakos abgebaut.
- Namib Pearl Mine[13]
- Tropical Sun Mine[14]

Marmor
Die Marmor-Steinbrüche befinden drei Kilometer nordwestlich von Karibib, nördlich von Nonidas und 10 Kilometer östlich von Swakopmund.
- White Rhino Mine[15]

## Bauwerke mit Karibib-Marmor
Bekannte Bauwerke mit Marmor von den Marmorwerken Karibib (Auswahl):
- Heldenacker, bei Windhoek
- Bremen Hauptbahnhof, in Bremen
- Regierungsgebäude, in Budapest
- Flughafen Frankfurt, bei Frankfurt am Main
- Parlamentsgebäude, in Kapstadt
- Victoria & Alfred Waterfront, Kapstadt
- Bank of England, London
- Bank of Tanzania, Daressalam